# Сельское поселение «Нижнецасучейское»
Се́льское поселе́ние «Нижнецасучейское» — муниципальное образование в Ононском районе Забайкальского края Российской Федерации.
Административный центр — село Нижний Цасучей.

## История
Статус и границы сельского поселения установлены Законом Читинской области от 19 мая 2004 года «Об установлении границ, наименований вновь образованных муниципальных образований и наделении их статусом сельского, городского поселения в Читинской области».

## Население
| 2010  | 2011  | 2012  | 2013  | 2014  | 2015  | 2016  |
| ----- | ----- | ----- | ----- | ----- | ----- | ----- |
| 3363  | ↘3344 | ↘3316 | ↘3273 | ↘3226 | →3226 | ↘3218 |
| 2017  | 2018  | 2019  | 2020  | 2021  |       |       |
| ↘3188 | ↘3176 | ↘3112 | ↘3045 | ↘3022 |       |       |

## Состав сельского поселения
| № | Населённый пункт | Тип населённого пункта       | Население |
| - | ---------------- | ---------------------------- | --------- |
| 1 | Нижний Цасучей   | село, административный центр | ↘3022     |